# Keleti nyugalom – A második Marigold Hotel
A Keleti nyugalom – A második Marigold Hotel (eredeti cím: The Second Best Exotic Marigold Hotel) 2015-ben bemutatott amerikai–brit filmvígjáték–dráma, melyet Ol Parker forgatókönyvéből John Madden rendezett. A 2011-es Keleti nyugalom – Marigold Hotel folytatása. A film zenéjét Thomas Newman szerezte. A főbb szerepekben Judi Dench, Maggie Smith, Dev Patel, Bill Nighy, Celia Imrie, Penelope Wilton, Ronald Pickup, David Strathairn és Richard Gere látható.
Az Egyesült Királyságban 2015. február 26-án, míg az Amerikai Egyesült Államokban március 6-án mutatták be.

## Cselekmény
Muriel Donnelly és Sonny Kapoor a kaliforniai San Diegóba utazik, hogy bemutassa egy szálloda üzleti tervét Ty Burley szállodamágnásnak. A Best Exotic Marigold Hotel után a második szállodát is meg akarják nyitni Indiában. Azt mondják nekik, hogy Burley egy névtelen szállodai tesztelővel látogatja meg a szállodát, hogy képet kapjon róla.
Az indiai Dzsaipurban Evelyn Greenslade-nek munkát ajánlanak vásárlóként. 79 évesen azonban nagyon kételkedik, mivel a munka nagy felelősséggel jár, és sokat kell majd utaznia. Douglas Ainslie, aki szerelmes Evelynbe, szintén aggódik amiatt, hogy kevesebb időt tud majd vele tölteni.
Sonny élete újabb kihívást kap a Sunainával tervezett esküvője miatt, ami ütközik az üzleti terveivel. Kétségbeesetten próbál imponálni Guy Chambersnek, egy amerikai szállodalátogatónak is, akit azonnal felismer a szállodalánc névtelen szállodai felügyelőjeként. Amikor rájön, hogy Guy érdeklődik az anyja iránt, kezdetben bátorítja a romantikus kapcsolatot, amíg meg nem tudja, hogy Guy valójában nem a szálloda felügyelője.
Madge Hardcastle dilemmája, hogy két indiai kérő közül kell választania. Ráadásul Douglas elhidegült felesége is megjelenik, hogy elváljon tőle, és újra férjhez menjen. Muriel folytatja erőfeszítéseit, hogy Sonny ne tegye tönkre az esküvőjét és a jövőjét. Ahogy közeledik Sonny és Sunaina színes esküvője, úgy közelednek a döntések a többiek számára is.

## Szereposztás
| Szerep            | Színész                 | Magyar hangja (1. szinkron, 2015.) |
| ----------------- | ----------------------- | ---------------------------------- |
| Evelyn Greenslade | Judi Dench              | Menszátor Magdolna                 |
| Muriel Donnelly   | Maggie Smith            | Szabó Éva                          |
| Douglas Ainslie   | Bill Nighy              | Fazekas István                     |
| Sonny Kapoor      | Dev Patel               | Czető Roland                       |
| Madge Hardcastle  | Celia Imrie             | Bánsági Ildikó                     |
| Jean Ainslie      | Penelope Wilton         | Kovács Nóra                        |
| Norman Cousins    | Ronald Pickup           | Harsányi Gábor                     |
| Carol Parr        | Diana Hardcastle        | Andresz Kati                       |
| Sunaina Kapoor    | Tina Desai (Tena Desae) | Nemes Takách Kata                  |
| Laura Ainslie     | Claire Price            | Mezei Kitty                        |
| Mrs. Kapoor       | Lillete Dubey           | Bertalan Ágnes                     |
| Guy Chambers      | Richard Gere            | Csernák János                      |
| Ty Burley         | David Strathairn        | Rosta Sándor                       |
| Lavinia Beech     | Tamsin Greig            | Németh Kriszta                     |
| Kushal Kadania    | Shazad Latif            | Fehér Tibor                        |
| Babul             | Rajesh Tailang          | Kárpáti Levente                    |
| Mr. Dharuna       | Denzil Smith            | Láng Balázs                        |
| Nimish            | Avijit Dutt             | Borbiczki Ferenc                   |
| Hari              | Shubhrajyoti Barat      | Tarján Péter                       |
| Susan             | Fiona Mollison          | Kiss Erika                         |
| Abhilash          | Atul Tiwari             | Cs. Németh Lajos                   |
| Jodi              | Poppy Miller            | Orosz Anna                         |
| Jay               | Sid Makkar              | Zámbori Soma                       |
| Samarth           | Shishir Sharma          | Barbinek Péter                     |
| Jamuna            | Avantika Akerkar        | Román Judit                        |

## Fordítás
- Ez a szócikk részben vagy egészben  a   Best Exotic Marigold Hotel 2 című német Wikipédia-szócikk fordításán alapul.  Az eredeti cikk szerkesztőit annak laptörténete sorolja fel. Ez a jelzés csupán a megfogalmazás eredetét és a szerzői jogokat jelzi, nem szolgál a cikkben szereplő információk forrásmegjelöléseként.